# Lindau (Trebgast)
Lindau (oberfränkisch: Lindah)  ist ein Gemeindeteil der Gemeinde Trebgast im Landkreis Kulmbach (Oberfranken, Bayern). Die Gemarkung Lindau liegt teils auf dem Gemeindegebiet von Trebgast, teils auf dem Gemeindegebiet von Neudrossenfeld. Sie hat eine Fläche von 12,139 km² und ist in 2160 Flurstücke aufgeteilt, die eine durchschnittliche Flurstücksfläche von 5619,86 m² haben. In ihr liegen neben dem namensgebenden Ort die Gemeindeteile Fohlenhof, Hainbühl, Heidelmühle, Rehleithen, Siebenbrunn, Unterlaitsch und Waldau.

## Geographie
Das Dorf liegt in einem Talkessel am Kesslerbach, einem linken Zufluss der Trebgast. Im Norden grenzt der Rangen an, im Westen der Rauhe Berg und im Süden der Hohenberg, allesamt Erhebungen des Obermainischen Hügellandes.
Die Kreisstraße KU 15 führt nach Trebgast zur Staatsstraße 2182 (2,9 km nordöstlich) bzw. an Rehleithen vorbei nach Leuchau zur Bundesstraße 85 (3 km nordwestlich). Die Kreisstraße KU 29 führt nach Hainbühl (1,4 km südöstlich). Eine Gemeindeverbindungsstraße führt an Siebenbrunn vorbei nach Schwingen (1,2 km südwestlich).

## Geschichte
Der Ort wurde im Landbuch der Herrschaft Plassenberg (=Amt Kulmbach) 1398 als „Lindaw“ erstmals urkundlich erwähnt. Der ursprüngliche Flurname bezeichnete eine mit Linden bestandene Wiesenaue.
Gegen Ende des 18. Jahrhunderts gab es in Lindau 36 bewohnte Anwesen. Das Hochgericht übte das bayreuthische Stadtvogteiamt Kulmbach aus. Dieses hatte zugleich die Dorf- und Gemeindeherrschaft. Grundherren waren das Kastenamt Kulmbach (22 Güter, 1 unbebautes Gut, 4 Söldengüter, 1 Söldengut mit Zapfenschankgerechtigkeit, 1 Sölde, 6 Tropfhäuser) und die Amtsverwaltung Donndorf (2 Sölden).
Von 1797 bis 1810 unterstand der Ort dem Justiz- und Kammeramt Kulmbach. Mit dem Gemeindeedikt wurde 1811 der Steuerdistrikt Lindau gebildet, zu dem die Orte Hainbühl, Heidelmühle, Rehleithen, Siebenbrunn, Unterlaitsch und Waldau gehörten. 1812 entstand die Ruralgemeinde Lindau, die deckungsgleich mit dem Steuerdistrikt war. Sie war in Verwaltung und Gerichtsbarkeit dem Landgericht Kulmbach zugeordnet und in der Finanzverwaltung dem Rentamt Kulmbach (1919 in Finanzamt Kulmbach umbenannt). Ab 1862 gehörte Lindau zum Bezirksamt Kulmbach (1939 in Landkreis Kulmbach umbenannt). Die Gerichtsbarkeit blieb beim Landgericht Kulmbach (1879 in das Amtsgericht Kulmbach umgewandelt). In der ersten Hälfte des 20. Jahrhunderts wurde Fohlenhof auf dem Gemeindegebiet gegründet. Die Gemeinde hatte eine Gebietsfläche von 12,118 km².
Am 1. Juni 1972 wurde die Gemeinde Lindau im Zuge der Gebietsreform in Bayern aufgelöst: Fohlenhof, Hainbühl, Heidelmühle, Unterlaitsch und Waldau wurden nach Neudrossenfeld eingegliedert, während Lindau, Rehleithen und Siebenbrunn nach Trebgast eingegliedert wurden.

### Baudenkmäler
In der Bayerischen Denkmalliste sind 5 Baudenkmäler aufgeführt:
- Drei Wohnstallhäuser
- Zwei Türrahmungen

Abgegangene Baudenkmäler
- Haus Nr. 6 und 15: Zwei eingeschossige Wohn- und Stallbauten, von Anfang des 19. Jahrhunderts; Nr. 15 Frackdachhaus. Beide mit hübschem Fachwerkgiebel.[13]
- Haus Nr. 24: Gasthaus, ehemaliges Forsthaus. Zweigeschossiges Haus von drei zu sechs Achsen, wohl Mitte des 18. Jahrhunderts. Riegelfachwerk an Obergeschoss und Giebel, an letzterem verputzt. Westgiebel mit Krüppelwalm. Portal mit geohrter Profilrahmung.[13]

### Einwohnerentwicklung
Gemeinde Lindau
| Jahr      | 1818  | 1840   | 1852   | 1855   | 1861   | 1867   | 1871   | 1875   | 1880   | 1885   | 1890   | 1895   | 1900   | 1905   | 1910   | 1919   | 1925   | 1933   | 1939   | 1946   | 1950   | 1952   | 1961   | 1970   |
| Einwohner | 497   | 585    | 606    | 646    | 670    | 676    | 676    | 678    | 710    | 673    | 656    | 657    | 662    | 651    | 619    | 640    | 628    | 575    | 539    | 798    | 786    | 738    | 589    | 570    |
| Häuser    | 88    |        |        |        |        |        | 107    |        |        | 106    | 103    |        | 115    |        |        |        | 104    |        |        |        | 110    |        | 120    |        |
| Quelle    | [ 9 ] | [ 15 ] | [ 15 ] | [ 15 ] | [ 16 ] | [ 17 ] | [ 18 ] | [ 19 ] | [ 20 ] | [ 21 ] | [ 22 ] | [ 15 ] | [ 23 ] | [ 15 ] | [ 24 ] | [ 15 ] | [ 25 ] | [ 15 ] | [ 15 ] | [ 15 ] | [ 26 ] | [ 15 ] | [ 10 ] | [ 27 ] |

Ort Lindau
| Jahr      | 001809 | 001818 | 001861 | 001871 | 001885 | 001900 | 001925 | 001950 | 001961 | 001970 | 001987 |
| Einwohner | 226    | 232 *  | 289    | 296    | 298    | 296    | 270    | 332    | 241    | 248    | 220    |
| Häuser    |        | 43 *   |        |        | 47     | 50     | 45     | 46     | 52     |        | 58     |
| Quelle    | [ 28 ] | [ 9 ]  | [ 16 ] | [ 18 ] | [ 21 ] | [ 23 ] | [ 25 ] | [ 26 ] | [ 10 ] | [ 27 ] | [ 1 ]  |

## Religion
Lindau ist seit der Reformation evangelisch-lutherisch geprägt und nach St. Johannes (Trebgast) gepfarrt.